# Giuditta Stelluti Scala Frascara
Giuditta "Itta" Stelluti Scala Frascara, var en italiensk politiker (Nationella fascistpartiet).
Hon var en förmögen godsägare. Hon var utbildad sjuksköterska och gjorde sig känd som skribent i sociala ämnen. 
Hon blev partimedlem 1927 och var engagerad i Roms kvinnoförbund 1933. 
Hon tillhörde det delade ledarskapet för fascisternas kvinnoförbund, Fasci Femminili. 1930 lämnades posten som nationell ledare för Fasci Femminili vakant efter 
Angiola Moretti. Efter detta fanns ingen nationell ledare för fascistkvinnorna, endast lokala ledare, fram till 1937, när ett delat ledarskap bildades under två "inspektriser", Clara Franceschini och Giuditta Stelluti Scala Frascara, följd 1938 av ytterligare fyra: Wanda Bruschi Gorjux, och Laura Marani Argnani, Teresita Menzinger Ruata, och Olga Medici del Vascello.  Fascistpartiet tillät inte kvinnor i partiet utom som medlemmar i dessa kvinnogrupper. Hon utnämndes specifikt för att upprätthålla kontakten mellan partiets kvinnogrupper och kungahuset. 